# Good morning (musculation)
Pour les articles homonymes, voir Good morning (homonymie).
 (juin 2019).
Si vous disposez d'ouvrages ou d'articles de référence ou si vous connaissez des sites web de qualité traitant du thème abordé ici, merci de compléter l'article en donnant les références utiles à sa vérifiabilité et en les liant à la section « Notes et références ».

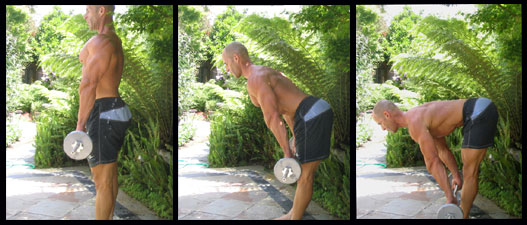
Séquence Good Morning décomposée en 3 étapes

Le good morning ou flexion du buste en avant est un exercice de musculation qui permet de renforcer certains muscles du dos et des jambes. En force athlétique, c'est un exercice d'assistance pour le squat et le développé couché.

## Muscles sollicités
Cet exercice fait travailler les muscles ci-dessous.